# Cimone
Cimone est une commune italienne d'environ 700 habitants située dans la province autonome de Trente dans la région du Trentin-Haut-Adige dans le nord-est de l'Italie.

## Administration
| Période                                  | Période  | Identité     | Étiquette | Qualité |
| ---------------------------------------- | -------- | ------------ | --------- | ------- |
| 9 mai 2005                               | En cours | Gino Lorandi |           |         |
| Les données manquantes sont à compléter. |          |              |           |         |

### Communes limitrophes
Les communes limitrophes sont  Aldeno, Cavedine, Garniga Terme, Pomarolo, Trente et villa Lagarina.